# Jamal Walton
Jamal Walton (25 novembre 1998) è un velocista caymaniano.

## Biografia
Nato negli Stati Uniti d'America da padre delle Isole Cayman, ha optato di gareggiare internazionalmente per quest'ultima nazione debuttando nel 2013 ai Giochi CARIFTA di Nassau. Gareggiando con successo in tutte le manifestazioni continentali è approdato alle competizioni seniores ai Mondiali di Londra.

## Palmarès
| Anno | Manifestazione                         | Sede           | Evento      | Risultato   | Prestazione | Note |
| ---- | -------------------------------------- | -------------- | ----------- | ----------- | ----------- | ---- |
| 2013 | Giochi CARIFTA U18                     | Nassau         | 200 m piani | 8º          | 22"52       |      |
| 2013 | Giochi CARIFTA U18                     | Nassau         | 400 m piani | 4º          | 49"08       |      |
| 2014 | Giochi CARIFTA U18                     | Fort-de-France | 200 m piani | 4º          | 21"64       |      |
| 2014 | Giochi CARIFTA U18                     | Fort-de-France | 400 m piani | Bronzo      | 47"74       |      |
| 2014 | Campionati CAC under 18                | Morelia        | 200 m piani | Batteria    | 22"38       |      |
| 2014 | Campionati CAC under 18                | Morelia        | 400 m piani | Oro         | 47"01       |      |
| 2014 | Mondiali juniores                      | Eugene         | 400 m piani | Seminfinale | dnf         |      |
| 2015 | Giochi CARIFTA U18                     | Basseterre     | 200 m piani | 5º          | 21"43       |      |
| 2015 | Giochi CARIFTA U18                     | Basseterre     | 400 m piani | 4º          | 47"43       |      |
| 2015 | Giochi CARIFTA U18                     | Basseterre     | 4×400 m     | 4º          | 3'20"86     |      |
| 2015 | World Relays                           | Nassau         | 4×200 m     | dnf         | dnf         |      |
| 2015 | Mondiali allievi                       | Cali           | 400 m piani | 4º          | 45"99       |      |
| 2015 | Campionati panamericani juniores       | Edmonton       | 400 m piani | Oro         | 46"09       |      |
| 2015 | Giochi della gioventù del Commonwealth | Apia           | 400 m piani | Argento     | 46"46       |      |
| 2016 | Giochi CARIFTA U20                     | Saint George's | 200 m piani | 7º          | 21"42       |      |
| 2016 | Giochi CARIFTA U20                     | Saint George's | 400 m piani | Argento     | 46"23       |      |
| 2016 | Mondiali juniores                      | Bydgoszcz      | 400 m piani | Semifinale  | 46"61       |      |
| 2017 | Giochi CARIFTA U20                     | Willemstad     | 200 m piani | Oro         | 21"29       |      |
| 2017 | Giochi CARIFTA U20                     | Willemstad     | 400 m piani | Argento     | 46"46       |      |
| 2017 | Campionati panamericani juniores       | Trujillo       | 200 m piani | Batteria    | 21"39       |      |
| 2017 | Campionati panamericani juniores       | Trujillo       | 400 m piani | Oro         | 44"99       |      |
| 2017 | Mondiali                               | Londra         | 400 m piani | Semifinale  | 45"16       |      |